# 徐俊 (国际象棋棋手)
徐俊（1962年9月17日—），中国国际象棋棋手，江苏苏州人。曾打進FIDE排名的全世界前100名。
| 前任： 鲁斯塔姆·卡西姆扎诺夫 | 亚洲国际象棋冠军 2000、2001年 | 繼任： 萨希基兰·克里希南 |
| 前任： 刘文哲                | 中国国际象棋男子冠军 1983年   | 繼任： 叶江川            |
| 前任： 叶江川                | 中国国际象棋男子冠军 1985年   | 繼任： 叶江川            |